# Championnat d'Amérique du Sud féminin de volley-ball 1989
Navigation
Édition précédente Édition suivante
Le 18e championnat d'Amérique du Sud de volley-ball féminin s'est déroulé en 1989 à Curitiba, Brésil. Il a mis aux prises les six meilleures équipes continentales.

## Équipes présentes
- Argentine
- Brésil
- Paraguay
- Pérou
- Uruguay
- Venezuela

## Classement final
| Place              | Équipe    |
| ------------------ | --------- |
| Médaille d'or      | Pérou     |
| Médaille d'argent  | Brésil    |
| Médaille de bronze | Argentine |
| 4                  | Venezuela |
| 5                  | Paraguay  |
| 6                  | Uruguay   |